# Dipartimento di Bénoué
Il dipartimento di Bénoué è un dipartimento del Camerun nella Regione del Nord.

## Comuni
Il dipartimento è suddiviso in 9 comuni:
- Baschéo
- Bibemi
- Dembo
- Demsa
- Garoua
- Lagdo
- Pitoa
- Tcheboa
- Touroua